# Elecciones municipales de 2015 en la provincia de Granada
Las elecciones municipales de 2015 en la provincia de Granada se celebraron el 24 de mayo de 2015, al mismo tiempo que en el resto de España. 

## Resultados electorales

### Resultados globales
| Elecciones municipales de la provincia de Granada en 2015 |        |           |            |            |
| Partido                                                   | Votos  | Variación | Porcentaje | Concejales |
| Participación                                             | 456633 | 4,79%     | 64,20%     |            |
| Voto en blanco                                            | 5690   | 0,73%     | 1,26%      | -          |
| Votos nulos                                               | 6269   | 0,14%     | 1,37%      | -          |
| Partidos:                                                 | -      | -         | -          | -          |
| PSOE                                                      | 157926 | 0.34%     | 35,07%     | 791        |
| PP                                                        | 140270 | 9,54%     | 31,15%     | 574        |
| Cs                                                        | 32810  | 7,29%     | 7,29%      | 46         |
| IULV-CA                                                   | 32635  | 2,98%     | 7,25%      | 113        |
| PA                                                        | 15790  | 0,29%     | 3,51%      | 43         |

### Resultados en los principales municipios
En la siguiente tabla se muestran los resultados electorales en los municipios más habitados de la provincia de Granada.
| Municipio                      | Municipio                                                    | Alcalde y gobierno municipal saliente                                 | Partido          | Votos | %     | Concejales | +/- | Alcalde y gobierno municipal electo                                                         |
| ------------------------------ | ------------------------------------------------------------ | --------------------------------------------------------------------- | ---------------- | ----- | ----- | ---------- | --- | ------------------------------------------------------------------------------------------- |
|                                | Granada 27 concejales                                        | - Alcalde: José Torres Hurtado (PP) - Gobierno municipal: PP          | PP               | 39063 | 35,37 | 11         | 5   | - Alcalde: José Torres Hurtado (PP) - Gobierno municipal: PP                                |
| PSOE                           | Granada 27 concejales                                        | - Alcalde: José Torres Hurtado (PP) - Gobierno municipal: PP          | 28565            | 25,86 | 8     | 0          |     | - Alcalde: José Torres Hurtado (PP) - Gobierno municipal: PP                                |
| C's                            | Granada 27 concejales                                        | - Alcalde: José Torres Hurtado (PP) - Gobierno municipal: PP          | 15465            | 14,00 | 4     | 4          |     | - Alcalde: José Torres Hurtado (PP) - Gobierno municipal: PP                                |
| Vamos Granada                  | Granada 27 concejales                                        | - Alcalde: José Torres Hurtado (PP) - Gobierno municipal: PP          | 14032            | 12,71 | 3     | 3          |     | - Alcalde: José Torres Hurtado (PP) - Gobierno municipal: PP                                |
| IU                             | Granada 27 concejales                                        | - Alcalde: José Torres Hurtado (PP) - Gobierno municipal: PP          | 6406             | 5,80  | 1     | 1          |     | - Alcalde: José Torres Hurtado (PP) - Gobierno municipal: PP                                |
|                                | Motril 25 concejales                                         | - Alcalde: Luisa García Chamorro (PP) - Gobierno municipal: PP        | PP               | 7795  | 31,80 | 10         | 3   | - Alcalde: Flor Almón (PSOE) - Gobierno municipal: PSOE                                     |
| PSOE                           | Motril 25 concejales                                         | - Alcalde: Luisa García Chamorro (PP) - Gobierno municipal: PP        | 5582             | 22,77 | 7     | 2          |     | - Alcalde: Flor Almón (PSOE) - Gobierno municipal: PSOE                                     |
| PA                             | Motril 25 concejales                                         | - Alcalde: Luisa García Chamorro (PP) - Gobierno municipal: PP        | 4026             | 16,43 | 5     | 2          |     | - Alcalde: Flor Almón (PSOE) - Gobierno municipal: PSOE                                     |
| IU                             | Motril 25 concejales                                         | - Alcalde: Luisa García Chamorro (PP) - Gobierno municipal: PP        | 2734             | 11,15 | 3     | 1          |     | - Alcalde: Flor Almón (PSOE) - Gobierno municipal: PSOE                                     |
|                                | Almuñécar 21 concejales                                      | - Alcalde: Trinidad Herrera (PP) - Gobierno municipal: PP             | PP               | 4369  | 35,54 | 8          | 2   | - Alcalde: Trinidad Herrera (PP) - Gobierno municipal: PP                                   |
| PA                             | Almuñécar 21 concejales                                      | - Alcalde: Trinidad Herrera (PP) - Gobierno municipal: PP             | 3563             | 28,98 | 7     | 5          |     | - Alcalde: Trinidad Herrera (PP) - Gobierno municipal: PP                                   |
| PSOE                           | Almuñécar 21 concejales                                      | - Alcalde: Trinidad Herrera (PP) - Gobierno municipal: PP             | 1848             | 15,03 | 3     | 1          |     | - Alcalde: Trinidad Herrera (PP) - Gobierno municipal: PP                                   |
| Más Almuñécar                  | Almuñécar 21 concejales                                      | - Alcalde: Trinidad Herrera (PP) - Gobierno municipal: PP             | 976              | 7,94  | 2     | 2          |     | - Alcalde: Trinidad Herrera (PP) - Gobierno municipal: PP                                   |
| IU                             | Almuñécar 21 concejales                                      | - Alcalde: Trinidad Herrera (PP) - Gobierno municipal: PP             | 861              | 7,00  | 1     | 1          |     | - Alcalde: Trinidad Herrera (PP) - Gobierno municipal: PP                                   |
|                                | Armilla 21 concejales                                        | - Alcalde: Gerardo Sánchez Escudero (PSOE) - Gobierno municipal: PSOE | PSOE             | 3894  | 39,34 | 9          | 0   | - Alcalde: Gerardo Sánchez Escudero (PSOE) - Gobierno municipal: PSOE                       |
| PP                             | Armilla 21 concejales                                        | - Alcalde: Gerardo Sánchez Escudero (PSOE) - Gobierno municipal: PSOE | 1724             | 17,42 | 4     | 2          |     | - Alcalde: Gerardo Sánchez Escudero (PSOE) - Gobierno municipal: PSOE                       |
| C's                            | Armilla 21 concejales                                        | - Alcalde: Gerardo Sánchez Escudero (PSOE) - Gobierno municipal: PSOE | 1595             | 16,11 | 4     | 4          |     | - Alcalde: Gerardo Sánchez Escudero (PSOE) - Gobierno municipal: PSOE                       |
| Ahora sí Armilla               | Armilla 21 concejales                                        | - Alcalde: Gerardo Sánchez Escudero (PSOE) - Gobierno municipal: PSOE | 859              | 8,68  | 2     | 2          |     | - Alcalde: Gerardo Sánchez Escudero (PSOE) - Gobierno municipal: PSOE                       |
| IU                             | Armilla 21 concejales                                        | - Alcalde: Gerardo Sánchez Escudero (PSOE) - Gobierno municipal: PSOE | 619              | 6,25  | 1     | 0          |     | - Alcalde: Gerardo Sánchez Escudero (PSOE) - Gobierno municipal: PSOE                       |
| Unidos para defender Armilla   | Armilla 21 concejales                                        | - Alcalde: Gerardo Sánchez Escudero (PSOE) - Gobierno municipal: PSOE | 577              | 5,83  | 1     | 1          |     | - Alcalde: Gerardo Sánchez Escudero (PSOE) - Gobierno municipal: PSOE                       |
|                                | Maracena 21 concejales                                       | - Alcalde: Noel López Linares (PSOE) - Gobierno municipal: PSOE       | PSOE             | 4483  | 49,36 | 11         | 1   | - Alcalde: Noel López Linares (PSOE) - Gobierno municipal: PSOE                             |
| IU                             | Maracena 21 concejales                                       | - Alcalde: Noel López Linares (PSOE) - Gobierno municipal: PSOE       | 2102             | 23,14 | 5     | 2          |     | - Alcalde: Noel López Linares (PSOE) - Gobierno municipal: PSOE                             |
| PP                             | Maracena 21 concejales                                       | - Alcalde: Noel López Linares (PSOE) - Gobierno municipal: PSOE       | 1329             | 14,63 | 3     | 3          |     | - Alcalde: Noel López Linares (PSOE) - Gobierno municipal: PSOE                             |
| C's                            | Maracena 21 concejales                                       | - Alcalde: Noel López Linares (PSOE) - Gobierno municipal: PSOE       | 1036             | 11,41 | 2     | 2          |     | - Alcalde: Noel López Linares (PSOE) - Gobierno municipal: PSOE                             |
|                                | Loja 21 concejales                                           | - Alcalde: Joaquín Camacho (PP) - Gobierno municipal: PP              | PP               | 4789  | 46,45 | 11         | 3   | - Alcalde: Joaquín Camacho (PP) - Gobierno municipal: PP                                    |
| PSOE                           | Loja 21 concejales                                           | - Alcalde: Joaquín Camacho (PP) - Gobierno municipal: PP              | 4304             | 41,75 | 9     | 1          |     | - Alcalde: Joaquín Camacho (PP) - Gobierno municipal: PP                                    |
| Loja plural                    | Loja 21 concejales                                           | - Alcalde: Joaquín Camacho (PP) - Gobierno municipal: PP              | 699              | 6,78  | 1     | 1          |     | - Alcalde: Joaquín Camacho (PP) - Gobierno municipal: PP                                    |
|                                | Baza 21 concejales                                           | - Alcalde: Pedro Fernández Peñalver (PSOE) - Gobierno municipal: PSOE | PSOE             | 4668  | 47,29 | 12         | 1   | - Alcalde: Pedro Fernández Peñalver (PSOE) - Gobierno municipal: PSOE                       |
| PP                             | Baza 21 concejales                                           | - Alcalde: Pedro Fernández Peñalver (PSOE) - Gobierno municipal: PSOE | 2717             | 27,52 | 6     | 2          |     | - Alcalde: Pedro Fernández Peñalver (PSOE) - Gobierno municipal: PSOE                       |
| IU                             | Baza 21 concejales                                           | - Alcalde: Pedro Fernández Peñalver (PSOE) - Gobierno municipal: PSOE | 708              | 7,17  | 1     | 0          |     | - Alcalde: Pedro Fernández Peñalver (PSOE) - Gobierno municipal: PSOE                       |
| PA                             | Baza 21 concejales                                           | - Alcalde: Pedro Fernández Peñalver (PSOE) - Gobierno municipal: PSOE | 687              | 6,96  | 1     | 0          |     | - Alcalde: Pedro Fernández Peñalver (PSOE) - Gobierno municipal: PSOE                       |
| C's                            | Baza 21 concejales                                           | - Alcalde: Pedro Fernández Peñalver (PSOE) - Gobierno municipal: PSOE | 518              | 5,25  | 1     | 1          |     | - Alcalde: Pedro Fernández Peñalver (PSOE) - Gobierno municipal: PSOE                       |
|                                | Las Gabias 17 concejales                                     | - Alcalde: Vanessa Polo (PSOE) - Gobierno municipal: PSOE             | PSOE             | 2775  | 34,25 | 7          | 1   | - Alcalde: Vanessa Polo (PSOE) - Gobierno municipal: PSOE                                   |
| PP                             | Las Gabias 17 concejales                                     | - Alcalde: Vanessa Polo (PSOE) - Gobierno municipal: PSOE             | 2325             | 28,70 | 5     | 3          |     | - Alcalde: Vanessa Polo (PSOE) - Gobierno municipal: PSOE                                   |
| C's                            | Las Gabias 17 concejales                                     | - Alcalde: Vanessa Polo (PSOE) - Gobierno municipal: PSOE             | 1238             | 15,28 | 3     | 3          |     | - Alcalde: Vanessa Polo (PSOE) - Gobierno municipal: PSOE                                   |
| Ahora sí Las Gabias            | Las Gabias 17 concejales                                     | - Alcalde: Vanessa Polo (PSOE) - Gobierno municipal: PSOE             | 777              | 9,59  | 1     | 1          |     | - Alcalde: Vanessa Polo (PSOE) - Gobierno municipal: PSOE                                   |
| IU                             | Las Gabias 17 concejales                                     | - Alcalde: Vanessa Polo (PSOE) - Gobierno municipal: PSOE             | 464              | 5,73  | 1     | 0          |     | - Alcalde: Vanessa Polo (PSOE) - Gobierno municipal: PSOE                                   |
|                                | Guadix 17 concejales (4 menos que en las elecciones de 2011) | - Alcalde: José Antonio González Alcalá (PP) - Gobierno municipal: PP | PSOE             | 3585  | 37,05 | 7          | 1   | - Alcalde: Inmaculada Olea (PSOE) - Gobierno municipal: PSOE                                |
| PP                             | Guadix 17 concejales (4 menos que en las elecciones de 2011) | - Alcalde: José Antonio González Alcalá (PP) - Gobierno municipal: PP | 3548             | 36,67 | 7     | 5          |     | - Alcalde: Inmaculada Olea (PSOE) - Gobierno municipal: PSOE                                |
| Gana Guadix                    | Guadix 17 concejales (4 menos que en las elecciones de 2011) | - Alcalde: José Antonio González Alcalá (PP) - Gobierno municipal: PP | 737              | 7,62  | 1     | 1          |     | - Alcalde: Inmaculada Olea (PSOE) - Gobierno municipal: PSOE                                |
| IU                             | Guadix 17 concejales (4 menos que en las elecciones de 2011) | - Alcalde: José Antonio González Alcalá (PP) - Gobierno municipal: PP | 632              | 6,53  | 1     | 0          |     | - Alcalde: Inmaculada Olea (PSOE) - Gobierno municipal: PSOE                                |
| C's                            | Guadix 17 concejales (4 menos que en las elecciones de 2011) | - Alcalde: José Antonio González Alcalá (PP) - Gobierno municipal: PP | 581              | 6,01  | 1     | 1          |     | - Alcalde: Inmaculada Olea (PSOE) - Gobierno municipal: PSOE                                |
|                                | La Zubia 17 concejales                                       | - Alcalde: Inmaculada Hernández (PP) - Gobierno municipal: PP         | PP               | 2155  | 27,94 | 5          | 3   | - Alcalde: Antonio Molina (Ganemos La Zubia) - Gobierno municipal: Ganemos La Zubia         |
| Ganemos La Zubia               | La Zubia 17 concejales                                       | - Alcalde: Inmaculada Hernández (PP) - Gobierno municipal: PP         | 2127             | 27,82 | 5     | 2          |     | - Alcalde: Antonio Molina (Ganemos La Zubia) - Gobierno municipal: Ganemos La Zubia         |
| PSOE                           | La Zubia 17 concejales                                       | - Alcalde: Inmaculada Hernández (PP) - Gobierno municipal: PP         | 1931             | 25,26 | 5     | 1          |     | - Alcalde: Antonio Molina (Ganemos La Zubia) - Gobierno municipal: Ganemos La Zubia         |
| C's                            | La Zubia 17 concejales                                       | - Alcalde: Inmaculada Hernández (PP) - Gobierno municipal: PP         | 714              | 9,34  | 1     | 1          |     | - Alcalde: Antonio Molina (Ganemos La Zubia) - Gobierno municipal: Ganemos La Zubia         |
| Agrupación Popular de la Zubia | La Zubia 17 concejales                                       | - Alcalde: Inmaculada Hernández (PP) - Gobierno municipal: PP         | 630              | 8,24  | 1     | 0          |     | - Alcalde: Antonio Molina (Ganemos La Zubia) - Gobierno municipal: Ganemos La Zubia         |
|                                | Albolote 17 concejales                                       | - Alcalde: Pablo García Pérez (PP) - Gobierno municipal: PP           | PP               | 2623  | 29,60 | 6          | 2   | - Alcalde: Concepción Ramírez (PSOE) - Gobierno municipal: PSOE                             |
| PSOE                           | Albolote 17 concejales                                       | - Alcalde: Pablo García Pérez (PP) - Gobierno municipal: PP           | 2363             | 26,67 | 5     | 1          |     | - Alcalde: Concepción Ramírez (PSOE) - Gobierno municipal: PSOE                             |
| IU                             | Albolote 17 concejales                                       | - Alcalde: Pablo García Pérez (PP) - Gobierno municipal: PP           | 1530             | 17,27 | 3     | 1          |     | - Alcalde: Concepción Ramírez (PSOE) - Gobierno municipal: PSOE                             |
| C's                            | Albolote 17 concejales                                       | - Alcalde: Pablo García Pérez (PP) - Gobierno municipal: PP           | 1160             | 13,09 | 2     | 2          |     | - Alcalde: Concepción Ramírez (PSOE) - Gobierno municipal: PSOE                             |
| Ganar Albolote                 | Albolote 17 concejales                                       | - Alcalde: Pablo García Pérez (PP) - Gobierno municipal: PP           | 709              | 8,00  | 1     | 1          |     | - Alcalde: Concepción Ramírez (PSOE) - Gobierno municipal: PSOE                             |
|                                | Atarfe 17 concejales                                         | - Alcalde: Tomás Ruiz Maeso (PSOE) - Gobierno municipal: PSOE         | Por Atarfe sí    | 2583  | 34,71 | 6          | 6   | - Alcalde: Francisco Rodríguez Quesada (Por Atarfe sí) - Gobierno municipal: Por Atarfe sí  |
| PSOE                           | Atarfe 17 concejales                                         | - Alcalde: Tomás Ruiz Maeso (PSOE) - Gobierno municipal: PSOE         | 2035             | 27,35 | 5     | 2          |     | - Alcalde: Francisco Rodríguez Quesada (Por Atarfe sí) - Gobierno municipal: Por Atarfe sí  |
| PP                             | Atarfe 17 concejales                                         | - Alcalde: Tomás Ruiz Maeso (PSOE) - Gobierno municipal: PSOE         | 965              | 12,97 | 2     | 4          |     | - Alcalde: Francisco Rodríguez Quesada (Por Atarfe sí) - Gobierno municipal: Por Atarfe sí  |
| C's                            | Atarfe 17 concejales                                         | - Alcalde: Tomás Ruiz Maeso (PSOE) - Gobierno municipal: PSOE         | 907              | 12,19 | 2     | 2          |     | - Alcalde: Francisco Rodríguez Quesada (Por Atarfe sí) - Gobierno municipal: Por Atarfe sí  |
| Ganemos Atarfe                 | Atarfe 17 concejales                                         | - Alcalde: Tomás Ruiz Maeso (PSOE) - Gobierno municipal: PSOE         | 853              | 11,46 | 2     | 2          |     | - Alcalde: Francisco Rodríguez Quesada (Por Atarfe sí) - Gobierno municipal: Por Atarfe sí  |
|                                | Santa Fe 17 concejales                                       | - Alcalde: Guzmán Morillas (PSOE) - Gobierno municipal: PSOE          | PSOE             | 2637  | 35,80 | 6          | 2   | - Alcalde: Manuel Gil (PSOE) - Gobierno municipal: PSOE                                     |
| PP                             | Santa Fe 17 concejales                                       | - Alcalde: Guzmán Morillas (PSOE) - Gobierno municipal: PSOE          | 2010             | 27,39 | 5     | 3          |     | - Alcalde: Manuel Gil (PSOE) - Gobierno municipal: PSOE                                     |
| C's                            | Santa Fe 17 concejales                                       | - Alcalde: Guzmán Morillas (PSOE) - Gobierno municipal: PSOE          | 1278             | 17,35 | 3     | 3          |     | - Alcalde: Manuel Gil (PSOE) - Gobierno municipal: PSOE                                     |
| IU                             | Santa Fe 17 concejales                                       | - Alcalde: Guzmán Morillas (PSOE) - Gobierno municipal: PSOE          | 883              | 11,99 | 2     | 1          |     | - Alcalde: Manuel Gil (PSOE) - Gobierno municipal: PSOE                                     |
| Ahora sí Santa Fe              | Santa Fe 17 concejales                                       | - Alcalde: Guzmán Morillas (PSOE) - Gobierno municipal: PSOE          | 448              | 6,08  | 1     | 1          |     | - Alcalde: Manuel Gil (PSOE) - Gobierno municipal: PSOE                                     |
|                                | Ogíjares 17 concejales                                       | - Alcalde: Francisco Plata (APPO) - Gobierno municipal: APPO          | APPO             | 2037  | 33,33 | 6          | 2   | - Alcalde: Francisco Plata (APPO) - Gobierno municipal: APPO                                |
| PP                             | Ogíjares 17 concejales                                       | - Alcalde: Francisco Plata (APPO) - Gobierno municipal: APPO          | 1185             | 19,39 | 4     | 2          |     | - Alcalde: Francisco Plata (APPO) - Gobierno municipal: APPO                                |
| PSOE                           | Ogíjares 17 concejales                                       | - Alcalde: Francisco Plata (APPO) - Gobierno municipal: APPO          | 1165             | 19,06 | 3     | 1          |     | - Alcalde: Francisco Plata (APPO) - Gobierno municipal: APPO                                |
| Ahora sí Ogíjares              | Ogíjares 17 concejales                                       | - Alcalde: Francisco Plata (APPO) - Gobierno municipal: APPO          | 589              | 9,64  | 2     | 2          |     | - Alcalde: Francisco Plata (APPO) - Gobierno municipal: APPO                                |
| C's                            | Ogíjares 17 concejales                                       | - Alcalde: Francisco Plata (APPO) - Gobierno municipal: APPO          | 498              | 8,15  | 1     | 1          |     | - Alcalde: Francisco Plata (APPO) - Gobierno municipal: APPO                                |
| IU                             | Ogíjares 17 concejales                                       | - Alcalde: Francisco Plata (APPO) - Gobierno municipal: APPO          | 313              | 5,12  | 1     | 0          |     | - Alcalde: Francisco Plata (APPO) - Gobierno municipal: APPO                                |
|                                | Churriana de la Vega 17 concejales                           | - Alcalde: Antonio Narváez (PP) - Gobierno municipal: PP              | PP               | 2705  | 44,68 | 9          | 0   | - Alcalde: Antonio Narváez (PP) - Gobierno municipal: PP                                    |
| PSOE                           | Churriana de la Vega 17 concejales                           | - Alcalde: Antonio Narváez (PP) - Gobierno municipal: PP              | 1948             | 32,18 | 6     | 1          |     | - Alcalde: Antonio Narváez (PP) - Gobierno municipal: PP                                    |
| C's                            | Churriana de la Vega 17 concejales                           | - Alcalde: Antonio Narváez (PP) - Gobierno municipal: PP              | 391              | 6,46  | 1     | 1          |     | - Alcalde: Antonio Narváez (PP) - Gobierno municipal: PP                                    |
| IU                             | Churriana de la Vega 17 concejales                           | - Alcalde: Antonio Narváez (PP) - Gobierno municipal: PP              | 381              | 6,29  | 1     | 0          |     | - Alcalde: Antonio Narváez (PP) - Gobierno municipal: PP                                    |
|                                | Salobreña 17 concejales                                      | - Alcalde: Gonzalo Fernández Pulido (PSOE) - Gobierno municipal: PSOE | PSOE             | 2449  | 43,28 | 9          | 1   | - Alcalde: Eugenia Rufino (PSOE) - Gobierno municipal: PSOE                                 |
| PP                             | Salobreña 17 concejales                                      | - Alcalde: Gonzalo Fernández Pulido (PSOE) - Gobierno municipal: PSOE | 1158             | 20,46 | 4     | 0          |     | - Alcalde: Eugenia Rufino (PSOE) - Gobierno municipal: PSOE                                 |
| IU                             | Salobreña 17 concejales                                      | - Alcalde: Gonzalo Fernández Pulido (PSOE) - Gobierno municipal: PSOE | 648              | 11,45 | 2     | 0          |     | - Alcalde: Eugenia Rufino (PSOE) - Gobierno municipal: PSOE                                 |
| PA                             | Salobreña 17 concejales                                      | - Alcalde: Gonzalo Fernández Pulido (PSOE) - Gobierno municipal: PSOE | 463              | 8,18  | 1     | 1          |     | - Alcalde: Eugenia Rufino (PSOE) - Gobierno municipal: PSOE                                 |
| Ahora sí Salobreña             | Salobreña 17 concejales                                      | - Alcalde: Gonzalo Fernández Pulido (PSOE) - Gobierno municipal: PSOE | 387              | 6,84  | 1     | 1          |     | - Alcalde: Eugenia Rufino (PSOE) - Gobierno municipal: PSOE                                 |
|                                | Huétor Vega 17 concejales                                    | - Alcalde: Mariano Molina (PP) - Gobierno municipal: PP               | PP               | 2253  | 40,86 | 8          | 4   | - Alcalde: Mariano Molina (PP) - Gobierno municipal: PP                                     |
| PSOE                           | Huétor Vega 17 concejales                                    | - Alcalde: Mariano Molina (PP) - Gobierno municipal: PP               | 1362             | 24,70 | 4     | 1          |     | - Alcalde: Mariano Molina (PP) - Gobierno municipal: PP                                     |
| IU                             | Huétor Vega 17 concejales                                    | - Alcalde: Mariano Molina (PP) - Gobierno municipal: PP               | 851              | 15,43 | 3     | 1          |     | - Alcalde: Mariano Molina (PP) - Gobierno municipal: PP                                     |
| Ahora sí Huétor Vega           | Huétor Vega 17 concejales                                    | - Alcalde: Mariano Molina (PP) - Gobierno municipal: PP               | 387              | 7,02  | 1     | 1          |     | - Alcalde: Mariano Molina (PP) - Gobierno municipal: PP                                     |
| C's                            | Huétor Vega 17 concejales                                    | - Alcalde: Mariano Molina (PP) - Gobierno municipal: PP               | 330              | 5,98  | 1     | 1          |     | - Alcalde: Mariano Molina (PP) - Gobierno municipal: PP                                     |
|                                | Peligros 17 concejales                                       | - Alcalde: Roberto García Jiménez (IU) - Gobierno municipal: IU       | Ganemos Peligros | 2552  | 49,64 | 9          | 4   | - Alcalde: Roberto García Jiménez (Ganemos Peligros) - Gobierno municipal: Ganemos Peligros |
| PSOE                           | Peligros 17 concejales                                       | - Alcalde: Roberto García Jiménez (IU) - Gobierno municipal: IU       | 1331             | 25,89 | 4     | 1          |     | - Alcalde: Roberto García Jiménez (Ganemos Peligros) - Gobierno municipal: Ganemos Peligros |
| PP                             | Peligros 17 concejales                                       | - Alcalde: Roberto García Jiménez (IU) - Gobierno municipal: IU       | 1148             | 22,33 | 4     | 2          |     | - Alcalde: Roberto García Jiménez (Ganemos Peligros) - Gobierno municipal: Ganemos Peligros |
|                                | Pinos Puente 17 concejales                                   | - Alcalde: Enrique Medina (PSOE) - Gobierno municipal: PSOE           | PSOE             | 2527  | 50,30 | 9          | 2   | - Alcalde: Enrique Medina (PSOE) - Gobierno municipal: PSOE                                 |
| IU                             | Pinos Puente 17 concejales                                   | - Alcalde: Enrique Medina (PSOE) - Gobierno municipal: PSOE           | 1043             | 20,76 | 3     | 0          |     | - Alcalde: Enrique Medina (PSOE) - Gobierno municipal: PSOE                                 |
| PP                             | Pinos Puente 17 concejales                                   | - Alcalde: Enrique Medina (PSOE) - Gobierno municipal: PSOE           | 821              | 16,34 | 3     | 0          |     | - Alcalde: Enrique Medina (PSOE) - Gobierno municipal: PSOE                                 |
| Cambiemos Pinos Puente         | Pinos Puente 17 concejales                                   | - Alcalde: Enrique Medina (PSOE) - Gobierno municipal: PSOE           | 563              | 11,21 | 2     | 2          |     | - Alcalde: Enrique Medina (PSOE) - Gobierno municipal: PSOE                                 |
|                                | Íllora 17 concejales                                         | - Alcalde: Sara Jiménez Vega (PSOE) - Gobierno municipal: PSOE        | PSOE             | 2254  | 40,34 | 8          | 1   | - Alcalde: Antonio Salazar (PSOE) - Gobierno municipal: PSOE                                |
| PP                             | Íllora 17 concejales                                         | - Alcalde: Sara Jiménez Vega (PSOE) - Gobierno municipal: PSOE        | 1454             | 26,02 | 5     | 1          |     | - Alcalde: Antonio Salazar (PSOE) - Gobierno municipal: PSOE                                |
| PA                             | Íllora 17 concejales                                         | - Alcalde: Sara Jiménez Vega (PSOE) - Gobierno municipal: PSOE        | 772              | 13,82 | 2     | 1          |     | - Alcalde: Antonio Salazar (PSOE) - Gobierno municipal: PSOE                                |
| Ahora sí Íllora                | Íllora 17 concejales                                         | - Alcalde: Sara Jiménez Vega (PSOE) - Gobierno municipal: PSOE        | 559              | 10,00 | 1     | 1          |     | - Alcalde: Antonio Salazar (PSOE) - Gobierno municipal: PSOE                                |
| IU                             | Íllora 17 concejales                                         | - Alcalde: Sara Jiménez Vega (PSOE) - Gobierno municipal: PSOE        | 482              | 8,63  | 1     | 2          |     | - Alcalde: Antonio Salazar (PSOE) - Gobierno municipal: PSOE                                |